# Иаков (Андонопулос)
Митрополит Иа́ков (греч. Μητροπολίτης Ιάκωβος, в миру Димитриос Андонопулос, греч. Δημήτριος Αντωνόπουλος; род. 6 марта 1977, Афины) — епископ Константинопольской православной церкви, митрополит Ирландский (с 2024).

## Биография
Родился 6 марта 1977 года в Афинах.
Учился на философском факультете, на кафедре немецкой филологии, лингвистики и современной греческой литературы Свободного университета Берлина, получив степень magister artium. Богословское образование получил в Греческом колледже Святого Креста в Бруклайне.
13 февраля 2020 года Священным синодом Константинопольской православной церкви был избран для рукоположения в сан епископа Зинупольского, викария Канадской архиепископии.
30 июля 2020 года в храме святого Николая в Торонто состоялась его епископская хиротония, которую совершили: архиепископ Канадский Сотирий (Афанасулас), епископ Канадский Иоанн-Кассиан (Тунару) (Румынская православная церковь), епископ Керамонский Варфоломей (Мостратос), епископ Патарский Афинагор (Салмас). При хиротонии получил новое имя Иаков.
22 марта 2024 года Священный синод Константиновского патриархата учредил Ирландскую митрополию и назначил епископ Иакова её первым правящим архиереем.